# Гильом VI (граф Оверни)
Гильом VI (фр. Guillaume VI; ок. 1070 — 1136) — граф Оверни и Веле не ранее чем с 1096 года. Сын Роберта II, графа Оверни и Жеводана, и его второй жены Юдит де Мёльгей.
В 1102 году возглавил отряд крестоносцев своего графства. Вместе с Раймондом де Сен-Жиль участвовал в осаде Триполи. Не известно, сколько времени Гильом VI пробыл в Святой земле, но после окончания крестового похода упоминается во французских документах только начиная с 1114 года.
После возвращения в Овернь укрепил Монферран, надеясь использовать его в качестве плацдарма в борьбе с Эмери, епископом Клермона. Неоднократно вторгался в церковные владения с целью захвата земель, что в 1122 году вынудило епископа обратиться за помощью к королю Людовику Толстому. Королевская армия заняла Клермон и Пон-дю-Шато, и Гильому пришлось вернуть епископу все захваченное.
Через 4 года война возобновилась. Людовик Толстый осадил Монферран, но за Гильома Оверньского вступился его непосредственный сюзерен — аквитанский герцог Гильом IX. В итоге был заключен мир в соответствии со средневековым феодальным правом.

## Семья
Жена — Эмма, дочь Рожера I Сицилийского и Юдит д’Эврё. Сыновья:
- Роберт III, граф Оверни
- Гильом VIII Старый, граф Веле, отнял графство Овернь у своего племянника.